# Designazione provvisoria
In astronomia, la designazione provvisoria consiste in un insieme di convenzioni volte ad attribuire un nome standard ai corpi celesti di recente scoperta, in attesa che gli organismi preposti (generalmente l'Unione Astronomica Internazionale) propongano un nome definitivo, oppure che i parametri orbitali del corpo vengano ricavati con maggiore precisione, o che la sua scoperta venga confermata da una fonte indipendente rispetto alla prima.

## Satelliti naturali

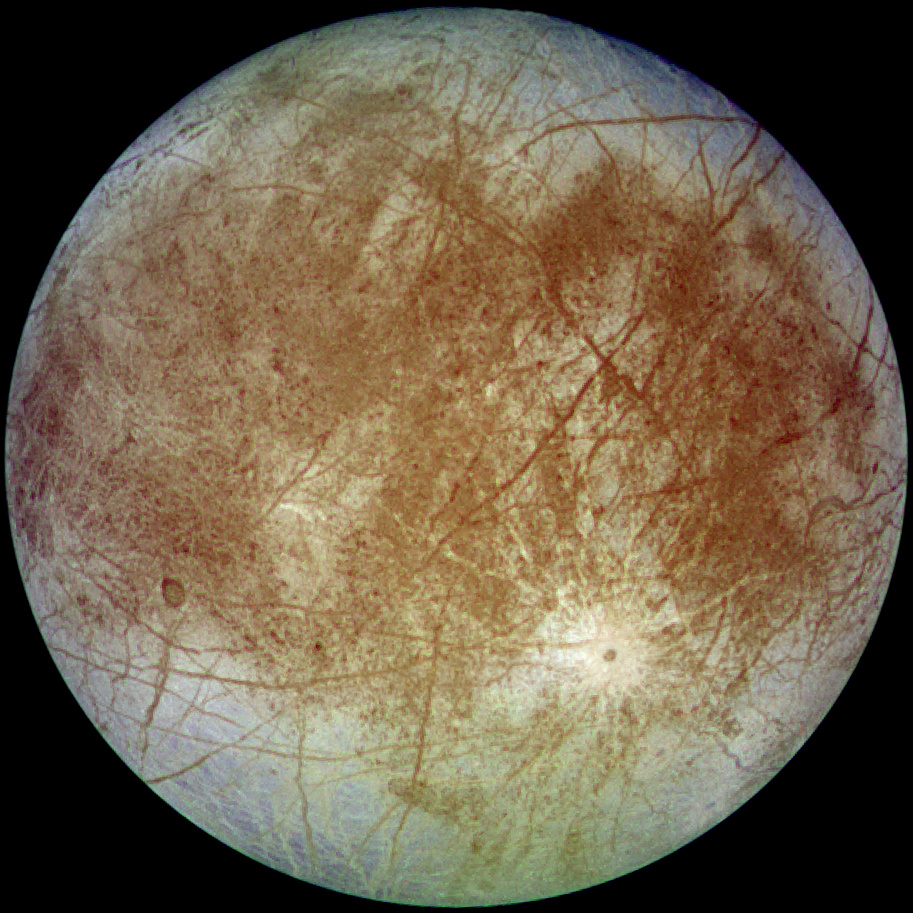
Europa, uno dei satelliti medicei di Giove.

Appena dopo la scoperta, i satelliti naturali ricevono designazioni provvisorie del tipo S/2000 J 11 (l'undicesimo satellite di Giove scoperto nel 2000) o S/2005 P 1 (il primo satellite di Plutone scoperto nel 2005); lo spazio fra la lettera ed il numero progressivo è talvolta omesso.
Il prefisso "S" (per satellite) è seguito dall'anno di scoperta del satellite, o, più precisamente, di acquisizione delle immagini necessarie per individuarlo; segue una lettera che identifica il pianeta di appartenenza, e quindi appare un numero progressivo, che riparte da zero ogni anno.
Gli identificatori in uso sono:
- J - Giove
- S - Saturno
- U - Urano
- N - Nettuno
- P - Plutone.

## Asteroidi

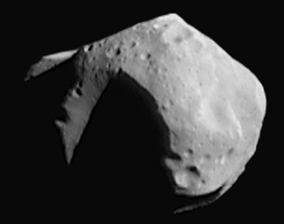
L'asteroide 253 Mathilde.

Le convenzioni correnti di nomenclatura furono enunciate per la prima volta sulla rivista Astronomische Nachrichten nel 1911. La rivista si incaricò di dare un numero progressivo ai nuovi asteroidi all'atto della ricezione dell'annuncio della scoperta, e previde la possibilità di individuare un nome solo dopo che i parametri orbitali fossero stati stabiliti con una certa precisione.
L'attuale sistema di designazioni provvisorie degli asteroidi è in vigore dal 1925, e sostituisce tutte le precedenti convenzioni, rese obsolete dall'aumento esponenziale del numero di corpi scoperti. All'anno di scoperta vengono affiancate due lettere: la prima indica il mese della scoperta (la prima metà di gennaio è indicata da una A, la seconda metà da una B, la prima metà di febbraio da una C, e così via); la seconda indica la progressione delle scoperte. Ad esempio, l'ottavo asteroide scoperto nella seconda metà del marzo 1950 ha ricevuto la designazione provvisoria 1950 FH. Nel caso il numero di scoperte all'interno del mezzo mese corrente ecceda le 25 lettere disponibili (ad eccezione della I), la sequenza alfabetica riparte e le viene affiancato un numero in pedice. Ad esempio, all'asteroide 2004 AZ segue 2004 AA1, quindi 2004 AB1, e così via; al termine della metà mese caratterizzata dalla lettera A, la sequenza riparte e l'asteroide successivo riceve la designazione 2004 BA.

## Comete

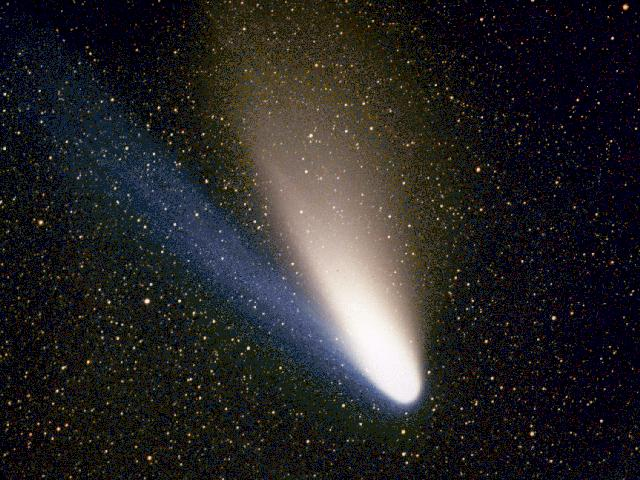
La cometa Hale-Bopp.

Prima del 1995 le comete erano designate posponendo all'anno di scoperta un numero romano progressivo; questo portava all'ovvia impossibilità di collocare una cometa in un punto preciso della sequenza, rendendo necessario rinumerare tutte quelle successive. Per questo motivo le comete erano comunemente note attraverso i nomi dei loro scopritori.
A partire dal 1995 è in uso un sistema analogo a quello previsto per la nomenclatura asteroidale ; tuttavia all'anno di scoperta segue una sola lettera (anziché le due previste per gli asteroidi), che indica il periodo di scoperta (A = prima metà di gennaio, B = seconda metà, C = prima metà di febbraio, e così via). Segue un numero, ad indicare il numero progressivo di scoperta. Ad esempio, l'ottava cometa scoperta nella seconda metà del marzo 2015 dovrebbe ottenere la designazione provvisoria 2015 F8. A differenza di quanto avviene per gli asteroidi, i nomi di cometa non contengono mai caratteri in codice.
Nel caso di frammentazione di una cometa, i singoli detriti assumono la medesima designazione del corpo genitore, seguito da una lettera in pedice (da A a Z, e quindi da a a z). La frammentazione della cometa Schwassmann-Wachmann 3 in più di 52 frammenti ha comportato l'esigenza di un maggior numero di combinazioni. La soluzione adottata è stata quella di indicare i primi 26 frammenti con una lettera progressiva (da A a Z), come precedentemente stabilito, ed i successivi con due lettere (da AA a AZ, da BA a BZ, ..., da ZA a ZZ) permettendo 676 combinazioni aggiuntive .
Infine, se un asteroide mostra un comportamento cometario in un secondo momento, esso mantiene la sua designazione originaria.